# Антелоп (округ)
Округ Антелоп (англ. Antelope County) — округ, расположенный в штате Небраска (США) с населением в 6685 человек по статистическим данным переписи 2010 года. Столица округа находится в городе Нили.

## История
Округ Антелоп был образован в 1871 году.

## География
По данным Бюро переписи населения США округ Антелоп имеет общую площадь в 2222 квадратных километра, из которых 2220 кв. километров занимает земля и 2 кв. километра — вода. Площадь водных ресурсов округа составляет 0,16 % от всей его площади.

### Соседние округа
- Нокс (Небраска) — север
- Пирс (Небраска) — восток
- Мадисон (Небраска) — юго-восток
- Бун (Небраска) — юг
- Уилер (Небраска) — юго-запад
- Холт (Небраска) — запад

## Демография
По данным переписи населения 2000 года в округе Антелоп проживало 7452 человека, 2073 семьи, насчитывалось 2953 домашних хозяйств и 3346 жилых домов. Средняя плотность населения составляла около трёх человек на один квадратный километр. Расовый состав округа по данным переписи распределился следующим образом: 98,82 % белых, 0,05 % чёрных или афроамериканцев, 0,31 % коренных американцев, 0,05 % азиатов, 0,48 % смешанных рас, 0,28 % — других народностей. Испано- и латиноамериканцы составили 0,70 % от всех жителей округа.
Из 2953 домашних хозяйств в 32,20 % — воспитывали детей в возрасте до 18 лет, 62,50 % представляли собой совместно проживающие супружеские пары, в 5,50 % семей женщины проживали без мужей, 29,80 % не имели семей. 27,80 % от общего числа семей на момент переписи жили самостоятельно, при этом 16,20 % составили одинокие пожилые люди в возрасте 65 лет и старше. Средний размер домашнего хозяйства составил 2,49 человек, а средний размер семьи — 3,05 человек.
Население округа по возрастному диапазону по данным переписи 2000 года распределилось следующим образом: 27,50 % — жители младше 18 лет, 6,20 % — между 18 и 24 годами, 23,30 % — от 25 до 44 лет, 23,20 % — от 45 до 64 лет и 19,90 % — в возрасте 65 лет и старше. Средний возраст жителей округа составил 41 год. На каждые 100 женщин в округе приходилось 96,80 мужчин, при этом на каждых сто женщин 18 лет и старше приходилось 94,30 мужчин также старше 18 лет.
Средний доход на одно домашнее хозяйство в округе составил 30 114 долларов США, а средний доход на одну семью в округе — 36 240 долларов. При этом мужчины имели средний доход в 26 288 долларов США в год против 16 926 долларов США среднегодового дохода у женщин. Доход на душу населения в округе составил 14 601 доллар США в год. 10,30 % от всего числа семей в округе и 13,60 % от всей численности населения находилось на момент переписи населения за чертой бедности, при этом 17,20 % из них были моложе 18 лет и 11,90 % — в возрасте 65 лет и старше.

## Основные автодороги
- US 20
- US 275
- Автомагистраль 13
- Автомагистраль 14
- Автомагистраль 45
- Автомагистраль 70

## Населённые пункты

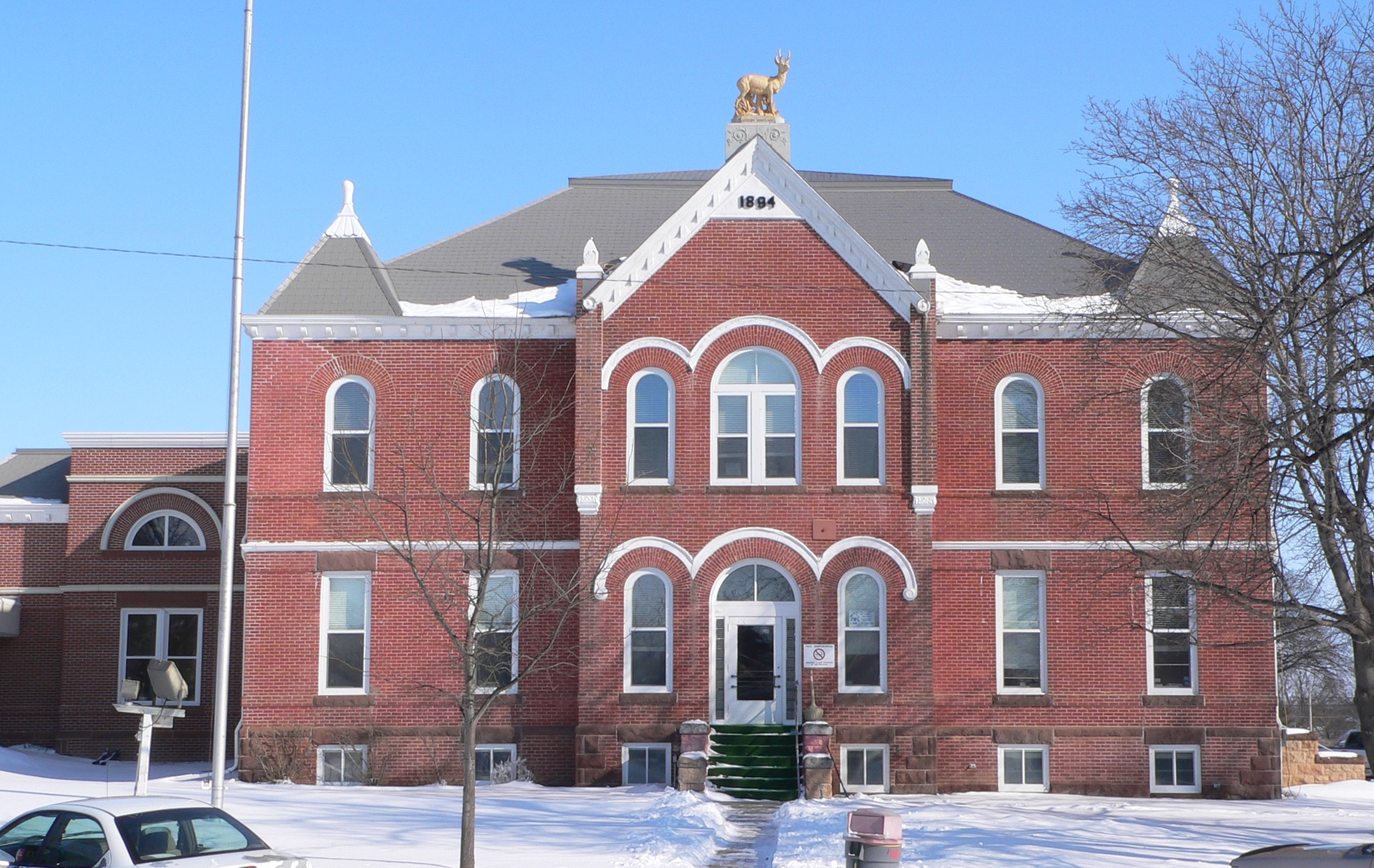
Здание окружного суда в городе Нилай

### Города и деревни
- Брансуик
- Клируотер
- Илджин
- Нили
- Окдейл
- Орчард
- Ройал
- Тилден — частично

### Тауншипы
- Безайл
- Блейн
- Барнетт
- Сидар
- Клируотер
- Кроуфорд
- Кастер
- Иден
- Илджин
- Иллсуорт
- Илм
- Френчтаун
- Гарфилд
- Грант
- Линкольн
- Логан
- Нилай (тауншип)
- Окдейл
- Орд
- Ройал
- Шерман
- Стентон
- Вердигриз
- Уиллоу